# Belagerungen von Drogheda
Es fanden zwei Belagerungen von Drogheda während der 1640er Jahre statt. Diese geschahen im Zusammenhang mit den Irischen Konföderationskriegen (Irish Confederate Wars). Drogheda ist eine Stadt im Osten Irlands. Die Konföderationskriege waren die Kriegshandlungen in Irland während der Kriege der drei Königreiche (Wars of the Three Kingdoms). Das erste Mal wurde Drogheda während der Irischen Rebellion von 1641 belagert, als es Phelim O’Neill und den Aufständischen nicht gelang, die Stadt einzunehmen. Das zweite Mal wurde Drogheda bei der Eroberung Irlands durch Oliver Cromwell 1649 belagert. Bei dieser Belagerung kam es auch zum Massaker von Drogheda. Oliver Cromwells New Model Army nahm die Stadt im Sturmangriff und massakrierte die Besatzung und große Teile der Bevölkerung.

## Die erste Belagerung 1641–1642
Nach dem Sieg über die Regierungstruppen in der Schlacht von Julianstown belagerte eine Streitmacht irischer Rebellen unter dem Oberbefehl Phelim O’Neills Drogheda im Dezember 1641. Die etwa 6000 Rebellen, die hauptsächlich aus Ulster stammten, verfügten über keine Belagerungsartillerie oder sonstige Kanonen, um Breschen in die Stadtmauern zu schlagen. Deshalb schlossen sie die Stadt ein, um sie durch Aushungern zur Aufgabe zu zwingen. In Drogheda befanden sich ungefähr 2000 englische Soldaten unter dem Befehl von Oberst Tichborne.
Die Rebellen unternahmen drei Angriffe auf die Stadt. Beim ersten versuchten sie einfach, die Stadtmauern zu ersteigen. Beim zweiten Versuch brach eine kleine Abteilung von 500 nachts durch heruntergekommene Abschnitte der Mauern in die Stadt ein, um die Stadttore für eine draußen wartende Sturmabteilung von 700 Mann zu öffnen. Der Einbruch wurde jedoch entdeckt und der Angriff in chaotischen Kämpfen zurückgeschlagen. Am Morgen öffnete die Garnison die Tore für die wartenden Rebellen. Als sie jedoch in die Stadt eindrangen, wurden sie gefangen genommen. Ein letztes Mal versuchten die Rebellen einen Angriff im März 1642, als ein Entsatz der Stadt unmittelbar bevorstand. Sie griffen die Stadt mit Sturmleitern an, wurden aber erneut zurückgeschlagen. Kurz darauf traf englische Verstärkung aus Dublin unter dem Befehl von Oberst Moore ein. Die Belagerung der Rebellen wurde aufgehoben und die Rebellen aus Dundalk nach Ulster zurückgetrieben.

## Belagerung durch Cromwell 1649
Oliver Cromwell landete im August 1649 in Irland, um das Land im Auftrag des englischen Parlaments zurückzuerobern. In Drogheda befand sich zu dieser Zeit ein englisches Regiment der Royalisten (Königstreuen), unter dem Befehl von Arthur Aston. Das Regiment bestand aus etwa 3.000 Soldaten. Hinzu kamen einige irische Konföderationstruppen. Cromwell verfügte über etwa 18.000 Mann und elf schwere 48-Pfünder-Belagerungskanonen.
Cromwell wurde im Englischen Bürgerkrieg als ausgezeichneter Soldat bekannt, besonders als Kavalleriebefehlshaber. Er hatte jedoch wenig Erfahrung mit Belagerungen. Statt langwierig eine befestigte Ortschaft einzuschließen und auszuhungern, bevorzugte er die riskantere, aber schnellere Option des Sturmangriffs. Er stellte seine Streitkräfte am Südufer des Flusses Boyne auf, um seine Kräfte für einen Sturmangriff zu bündeln. Außerdem kümmerte es ihn nicht, ob von der Nordseite Nachschub in die Stadt gelangte. Zusätzlich blockierte ein Geschwader Kriegsschiffe des Parlaments den städtischen Hafen. Seine Kanonen schlugen aus großer Entfernung zwei weite Breschen in die mittelalterlichen Stadtmauern. Danach befahl Cromwell am 11. September 1649 den Sturmangriff. Zwei Angriffe der Parlamentstruppen wurden zurückgeschlagen, bevor Cromwells Männer sich ihren Weg in die Stadt bahnen konnten.
Cromwell gelangte hierbei zu unheilvollem Ruf, indem er in seinen eigenen Worten sagte: „Verbietet ihnen [seinen Soldaten] irgendjemanden in der Stadt zu schonen, den ihr in der Stadt bewaffnet antrefft.“ Die Besatzung wurde massakriert, diejenigen, die sich ins Millmount Fort zurückgezogen hatten, noch nachdem sie sich bereits ergeben hatten. Ebenso wurden alle katholischen Kleriker getötet. Eine Gruppe Verteidiger, die sich in der St.-Peterskirche verschanzt hatten, wurde bei lebendigem Leibe verbrannt, nachdem die Parlamentstruppen die Kirche in Brand gesteckt hatten. Der royalistische Kommandant Arthur Aston wurde mit seinem eigenen Holzbein zu Tode geprügelt. Die Soldaten der New Model Army hatten geglaubt, im Holzbein befinde sich verstecktes Gold. Richard Talbot, 1. Earl of Tyrconnell war einer der wenigen Soldaten der Stadtbesatzung, die die Einnahme überlebten. Die wenigen Überlebenden wurden nach Barbados deportiert. Cromwell schrieb: „Ich glaube nicht, dass mehr als 30 von ihrer ganzen Anzahl mit ihren Leben davonkamen. Diejenigen, die überlebten, befinden sich in sicherem Gewahrsam auf Barbados. 150 Parlamentssoldaten wurden beim Angriff getötet.“

## Debatte über Cromwells Handlungen
Dieses Massaker wurde beinahe unmittelbar danach in Irland als Akt der Barbarei bekannt und wird auch heute noch so bewertet.
Cromwell rechtfertigte das Massaker von Drogheda in zweierlei Weise. Zunächst argumentierte er, dass es das „gerechte Urteil Gottes über diese barbarischen Halunken war, die ihre Hände mit soviel unschuldigem Blut besudelt haben“, womit er seine Handlungen als Vergeltung für das irische Massaker an englischen und schottischen Protestanten im Jahr 1641 rechtfertigt. Weiter argumentierte er, dass die Härte der Maßnahme zukünftigen Widerstand entmutigen und somit ein weiteres Sterben verhindern würde. Zusätzlich bestritt er, dass seine Soldaten Zivilisten getötet hätten. Es seien nur „Bewaffnete“ getötet worden.
Eine neuere Studie durch Tom Reilly argumentiert, dass Cromwells Befehle nach den damals herrschenden Maßstäben nicht außergewöhnlich grausam waren. Eine im Sturmangriff eingenommene Stadt habe keinen Anspruch auf Schonung gehabt. Das Journal History Ireland verwarf diese Ansicht: „Seine allgemeine These, dass Cromwell vielleicht nicht das moralische Recht gehabt habe, die Leben in Drogheda oder Wexford zu nehmen, aber er das Recht dazu fest auf seiner Seite gehabt habe, hält einer Nachprüfung nicht stand.“
Die leidenschaftliche Debatte über Drogheda hat viel mit einer konzertierten Propagandakampagne zu tun, die damals und später geführt wurde. Englische Royalisten und irische Katholiken führten das Massaker als Beweis an, dass Cromwell ein niederträchtiger Tyrann war. Sie nutzten dieses Beispiel, um ihre Soldaten zum weiteren Kampf anzuspornen. Außerdem konnten die Geschehnisse in Drogheda von den Katholiken als Ausgleich für das Andenken an die irischen Massaker von 1641 verwendet werden. Damit konnten die Iren als Opfer statt als Aggressoren im Bürgerkrieg dargestellt werden. Später benutzten irische Nationalisten das Andenken an das Massaker von Drogheda als Beispiel für die englische Unterdrückung Irlands.